# Украина на «Евровидении-2021»
Украина на конкурсе песни «Евровидение» 2021 года, который прошёл в городе Роттердам, Нидерланды. Страну представляла группа Go_A с песней  «SHUM», выбранная украинской вещательной телекомпанией (UA:PBC) по новой версии национального отбора «Відбір». Ранее планировалось, что Go_A примет участие в конкурсе с песней «Соловей» в 2020 году, до того, как мероприятие было отменено из-за эпидемии COVID-19. 14 мая в финале конкурса в Роттердаме группа Go_A заняла 5-е место.

## Предыстория
В 2002 году «Национальная телекомпания Украины» присоединилась к песенному конкурсу «Евровидение». С тех пор Украина была представлена на конкурсе 15 раз, из которых дважды побеждала: в 2004 году с песней «Wild Dances» и в 2016 году - с композицией «1944». Самым низким результатом Украины на конкурсе стал 2017 год. Тогда с песней «Time» страну представила группа «O.Torvald», заняв 24 место. В 2018 году по истечении трёхлетнего контракта с телеканалом «СТБ» о совместном проведении Национального отбора на песенный конкурс «Евровидение», «Национальная общественная телерадиокомпания Украины» подписала новый контракт, действующий до 2021 года включительно.
В 2020 году песенный конкурс «Евровидение» отменили из-за распространения COVID-19. Согласно сообщению НСТУ от 18 марта 2020 года, группа Go_A , победившая в Национальном отборе в 2020 году, была избрана представлять Украину и в 2021 году.

## На Евровидении
Согласно правилам Евровидения, все страны, за исключением страны-организатора и «Большой пятерки» (Франция, Германия, Италия, Испания и Великобритания), должны пройти в один из двух полуфиналов, чтобы участвовать в финале конкурса. Десять лучших стран из каждого полуфинала выходят в финал. Европейский вещательный союз (EBU) разделил конкурирующие страны на шесть разных корзин на основе моделей голосования на предыдущих конкурсах, при этом страны с благоприятной историей голосования были помещены в одну корзину. Для конкурса 2021 года использовалась жеребьёвка полуфинала, проведённая на 2020 год, которая состоялась 28 января 2020 года. Украина вышла в первый полуфинал, который состоялся 18 мая 2021 года, и выступила во второй половине шоу.
Украина выступала под порядковым номером 19 в гранд-финале 22 мая 2021 года, между Литвой и Францией. Перед второй репетицией группы в Роттердаме 12 мая солистка группы Go_A Екатерина Павленко сообщила о плохом самочувствии и вынуждена была пропустить репетицию из-за правил конкурса в связи с COVID-19. Другие участники группы, у которых был отрицательный результат на COVID-19, репетировали, как и планировалось, с дублирующей певицей Эмми ван Стейн.  Павленко сделала ПЦР-тест на COVID-19, который на следующий день оказался отрицательным, что позволило ей снова выступить.

## Голосование

### Баллы, начисленные Украине
| Счёт      | Телеголосование                                            | Жюри                                              |
| --------- | ---------------------------------------------------------- | ------------------------------------------------- |
| 12 баллов | - Австралия - Хорватия - Италия - Литва - Румыния - Россия | - Литва                                           |
| 10 баллов | - Бельгия - Германия - Нидерланды - Словения               | - Бельгия - Румыния                               |
| 8 баллов  | - Ирландия - Израиль                                       | - Азербайджан - Германия                          |
| 7 баллов  | - Азербайджан - Норвегия - Швеция                          | - Мальта - Норвегия                               |
| 6 баллов  | - Кипр                                                     | - Ирландия - Нидерланды                           |
| 5 баллов  | - Северная Македония                                       | - Хорватия - Северная Македония - Россия - Швеция |
| 4 балла   | - Мальта                                                   | - Австралия - Израиль                             |
| 3 балла   |                                                            |                                                   |
| 2 балла   |                                                            |                                                   |
| 1 балл    |                                                            | - Словения                                        |

| Счёт      | Телеголосование                                                     | Жюри                                      |
| --------- | ------------------------------------------------------------------- | ----------------------------------------- |
| 12 баллов | - Франция - Израиль - Италия - Литва - Польша                       | - Литва                                   |
| 10 баллов | - Австралия - Бельгия - Чехия - Финляндия - Молдова - Португалия    | - Бельгия                                 |
| 8 баллов  | - Азербайджан - Хорватия - Исландия - Ирландия - Сербия             | - Швеция                                  |
| 7 баллов  | - Австрия - Румыния - Россия - Словения                             | - Грузия - Латвия                         |
| 6 баллов  | - Болгария - Кипр - Грузия - Латвия - Испания                       | - Азербайджан - Ирландия                  |
| 5 баллов  | - Эстония - Греция - Нидерланды - Норвегия - Сан-Марино             | - Австралия - Германия - Мальта - Румыния |
| 4 балла   | - Албания - Германия - Северная Македония - Швеция - Великобритания | - Эстония - Израиль                       |
| 3 балла   |                                                                     | - Исландия - Нидерланды - Норвегия        |
| 2 балла   | - Швейцария                                                         | - Португалия                              |
| 1 балл    | - Дания - Мальта                                                    | - Греция - Италия                         |

### Баллы, присуждённые Украиной
| Счёт      | Телеголосование | Жюри      |
| --------- | --------------- | --------- |
| 12 баллов | Литва           | Австралия |
| 10 баллов | Азербайджан     | Бельгия   |
| 8 баллов  | Мальта          | Хорватия  |
| 7 баллов  | Израиль         | Румыния   |
| 6 баллов  | Россия          | Израиль   |
| 5 баллов  | Бельгия         | Мальта    |
| 4 балла   | Кипр            | Словения  |
| 3 балла   | Швеция          | Швеция    |
| 2 балла   | Норвегия        | Кипр      |
| 1 балл    | Австралия       | Литва     |

| Счёт      | Телеголосование | Жюри        |
| --------- | --------------- | ----------- |
| 12 баллов | Италия          | Италия      |
| 10 баллов | Литва           | Франция     |
| 8 баллов  | Финляндия       | Швейцария   |
| 7 баллов  | Швейцария       | Израиль     |
| 6 баллов  | Исландия        | Бельгия     |
| 5 баллов  | Франция         | Мальта      |
| 4 балла   | Россия          | Исландия    |
| 3 балла   | Азербайджан     | Азербайджан |
| 2 балла   | Швеция          | Португалия  |
| 1 балл    | Бельгия         | Норвегия    |